# Jamie Grace
Jamie Grace Harper (Los Ángeles, 25 de noviembre de 1991) es una cantante de música cristiana, actriz, rapera y compositora estadounidense. Fue descubierta en el 2010 por TobyMac (a través de su canal en YouTube) y firmó un contrato con Gotee Records. Ella lanzó la canción "Hold Me" en el 2011 (y fue nominada a Mejor Canción de Música Cristiana Contemporánea en los Premios Grammy del 2012) y ganó el premio de la Nueva Artista del Año en los Dove Awards del 2012.

## Primeros años
Jamie Grace nació en Los Ángeles, California el 25 de noviembre de 1991, pero creció en Atlanta, Georgia. Es la hija más joven de James y Mona Harper. Ella creció cantando y tocando instrumentos en la iglesia y en casa con su hermana mayor Morgan.
El 16 de julio del 2006, creó una cuenta en YouTube y comenzó a subir videos de sus canciones en línea.

## Carrera

### Hold Me
El EP debut de Jamie, Hold Me fue lanzado por Gotee Records el 22 de febrero de 2011. Jamie lanzó la pequeña pista del álbum al mismo tiempo y esta fue una de las canciones más añadidas a Christian Hit Radio stations. Su álbum debut, One Song At a Time, fue lanzado en las tiendas el 20 de septiembre de 2011.  Su segundo EP, Christmas Together fue lanzado el 29 de noviembre del 2011.[cita requerida]

## Vida personal
Jamie se graduó el 12 de mayo de 2012 de la Universidad de Point. Tiene el síndrome de Tourette y trastorno obsesivo-compulsivo.
En 2016, fue llamada al escenario en un concierto de Adele. Cantó "I Can't Help Falling in Love With You" – una canción de Elvis – y Adele dijo que tenía una gran voz.
El 25 de enero de 2018, Grace anunció su compromiso con Aaron Collins. La pareja se casó el 14 de abril de 2018. Le dieron la bienvenida a su primer hijo, una niña, Isabella Brave Harper Collins el 7 de junio de 2019.

## Discografía

### Álbumes de estudio
- One Song at a Time
- Ready To Fly
- 91'

### EP
- Hold Me
- Christmas Together

### Sencillos
- Hold Me
- You Lead
- Come To Me
- Holding On
- Christmas Together
- Heads Up
- Beautiful Day
- Party Like A Princess
- The Happy Song
- Wait It Out

## Filmografía
| Año  | Título          | Personaje |
| ---- | --------------- | --------- |
| 2013 | Grace Unplugged | Rachel    |

## Premios y nominaciones
| Año  | Premio         | Categoría                                       | Trabajo            | Resultado |
| ---- | -------------- | ----------------------------------------------- | ------------------ | --------- |
| 2012 | Premios Grammy | Mejor Canción de Música Cristiana Contemporánea | Hold Me            | Nominada  |
| 2012 | Dove Awards    | Canción Del Año                                 | Hold Me            | Nominada  |
| 2012 | Dove Awards    | Nuevo Artista del Año                           |                    | Ganadora  |
| 2012 | Dove Awards    | Canción del Año                                 | Hold Me            | Nominada  |
| 2012 | Dove Awards    | Álbum del Año                                   | One Song At a Time | Nominada  |